# Liberty (Tennessee)
Liberty – miasto w Stanach Zjednoczonych, w stanie Tennessee, w hrabstwie DeKalb.